# Gare de Zemun polje
Ne doit pas être confondu avec Zemun polje.
La gare de Zemun polje (en serbe cyrillique : Железничка станица Земун поље ; en serbe latin : Železnička stanica Zemun polje) est une gare située à Belgrade, la capitale de la Serbie, dans la municipalité urbaine de Zemun.

## Service des voyageurs

### Desserte
Zemun polje est une des stations du réseau express régional Beovoz et de la nouvelle ligne BG VOZ. On peut y emprunter quatre des six lignes circulant sur le réseau Beovoz, soit les lignes 1 (Stara Pazova - Batajnica - Beograd Centar - Pančevo Vojlovica), 3 (Stara Pazova - Batajnica - Beograd Centar - Rakovica - Resnik - Ripanj), 5 (Nova Pazova - Batajnica - Beograd Centar - Rakovica - Resnik - Mladenovac) et 6 (Stara Pazova - Batajnica - Beograd Centar - Rakovica - Mala Krsna).
La gare constitue également une des stations du réseau BG VOZ (Batajnica - Pančevački most).

### Intermodalité
La gare est desservie par les lignes de bus 708 (Novi Beograd Blok 70a - Plavi horizonti - Zemun polje) et 709 (Zemun Novi Grad – Plavi horizonti - Zemun polje) de la société GSP Beograd.